# أوسكار فورمان
أوسكار فورمان (بالإنجليزية: Oscar Forman)‏ مواليد 16 يناير 1982، هو لاعب كرة سلة أسترالي بدأ مسيرته الاحترافية في سنة 2001 يلعب في الدوري الأسترالي لكرة السلة ويحمل الرقم 7.

## روابط خارجية
- أوسكار فورمان على موقع الاتحاد الدولي لكرة السلة (الإنجليزية)
- أوسكار فورمان على موقع كرة السلة الأوروبية.كوم (الإنجليزية)
- أوسكار فورمان على موقع ريلجم (الإنجليزية)
- أوسكار فورمان على موقع بروبوليرز (الإنجليزية)
- أوسكار فورمان على موقع سبورتس رفرنس (الإنجليزية)